# Балластер
Балластер — строительно-путевая машина непрерывного действия, основной функциeй которой является равномерное распределение балластного материала под шпалами в виде слоя заданной толщины по всей высоте балластной призмы. Помимо этого она может осуществлять подъём и рихтование железнодорожных путей, а также — ряд других ремонтно-восстановительных операций, например вывешивание путевой решётки, удаление загрязнённого балласта из под путевой решётки, оправку, планировку и профилирование балластного слоя с заполнением балластом шпальных ящиков, подъём и раздвижение небольших мостовых ферм и стрелочных переводов и т. п.
Значительная часть существующих балластеров используют для передвижения железнодорожные локомотивы, однако имеются конструкции на платформе тракторно-гусеничной техники (например балластер-дозировщик ТД-3). 